# Звізда (Самарська область)
Звізда (рос. Звезда) — залізнична станція в Безенчуцькому районі Самарської області Російської Федерації.
Населення становить 1500 осіб. Входить до складу муніципального утворення сільське поселення Звізда.

## Історія
Населений пункт розташований у межах українського етнічного та культурного краю Жовтий Клин.
Від 2005 року входило до складу муніципального утворення сільське поселення Звізда.

## Населення
| 2010 | 2012  | 2013  | 2014  | 2015  | 2016  |
| ---- | ----- | ----- | ----- | ----- | ----- |
| 1538 | ↘1524 | ↗1538 | ↘1531 | ↘1489 | ↗1500 |